# Lucya tetrandra
Lucya tetrandra är en måreväxtart som först beskrevs av Carl von Linné, och fick sitt nu gällande namn av Karl Moritz Schumann. Lucya tetrandra ingår i släktet Lucya och familjen måreväxter. Inga underarter finns listade i Catalogue of Life.